# Municipio de Henry (condado de Henry)
El municipio de Henry (en inglés: Henry Township) es un municipio ubicado en el condado de Henry en el estado estadounidense de Indiana. En el año 2010 tenía una población de 22560 habitantes y una densidad poblacional de 236,08 personas por km².

## Geografía
El municipio de Henry se encuentra ubicado en las coordenadas 39°55′2″N 85°23′8″O / 39.91722, -85.38556. Según la Oficina del Censo de los Estados Unidos, el municipio tiene una superficie total de 95.56 km², de la cual 94.23 km² corresponden a tierra firme y (1.4%) 1.33 km² es agua.

## Demografía
Según el censo de 2010, había 22560 personas residiendo en el municipio de Henry. La densidad de población era de 236,08 hab./km². De los 22560 habitantes, el municipio de Henry estaba compuesto por el 95.77% blancos, el 1.62% eran afroamericanos, el 0.17% eran amerindios, el 0.38% eran asiáticos, el 0.01% eran isleños del Pacífico, el 0.48% eran de otras razas y el 1.57% pertenecían a dos o más razas. Del total de la población el 1.55% eran hispanos o latinos de cualquier raza.